# Région autonome du Tibet
Cet article concerne une région autonome de la république populaire de Chine. Pour la région d'Asie centrale comprenant les différentes régions traditionnelles du Tibet, voir l'article Tibet.
Pour les articles homonymes, voir Tibet (homonymie).
La région autonome du Tibet ou région autonome du Xizang en forme longue (tibétain : བོད་རང་སྐྱོང་ལྗོངས་, Wylie : Bod-rang-skyong-ljongs ; chinois simplifié : 西藏自治区 ; chinois traditionnel : 西藏自治區 ; pinyin : Xīzàng Zìzhìqū), ou encore Tibet ou Xizang en forme courte,, créée en 1965, est l'une des cinq régions autonomes de la république populaire de Chine (RPC). 
Située dans le sud-ouest du pays, elle est contiguë à la région autonome du Xinjiang au nord, à la province du Qinghai au nord-est, à la province du Sichuan à l'est et à la province du Yunnan au sud-est. Elle est limitrophe du Myanmar, de l'Inde, du Bhoutan et du Népal au sud et à l'ouest. Elle est habitée traditionnellement par les Tibétains, ainsi que par d'autres groupes ethniques comme les Monpa et les Lhoba. Y vivent également nombre de Han et de Hui. Elle a pour chef-lieu Lhassa, l'ancienne capitale du Tibet depuis le XVIIe siècle. Elle compte aujourd'hui environ trois millions d'habitants.

## Géographie

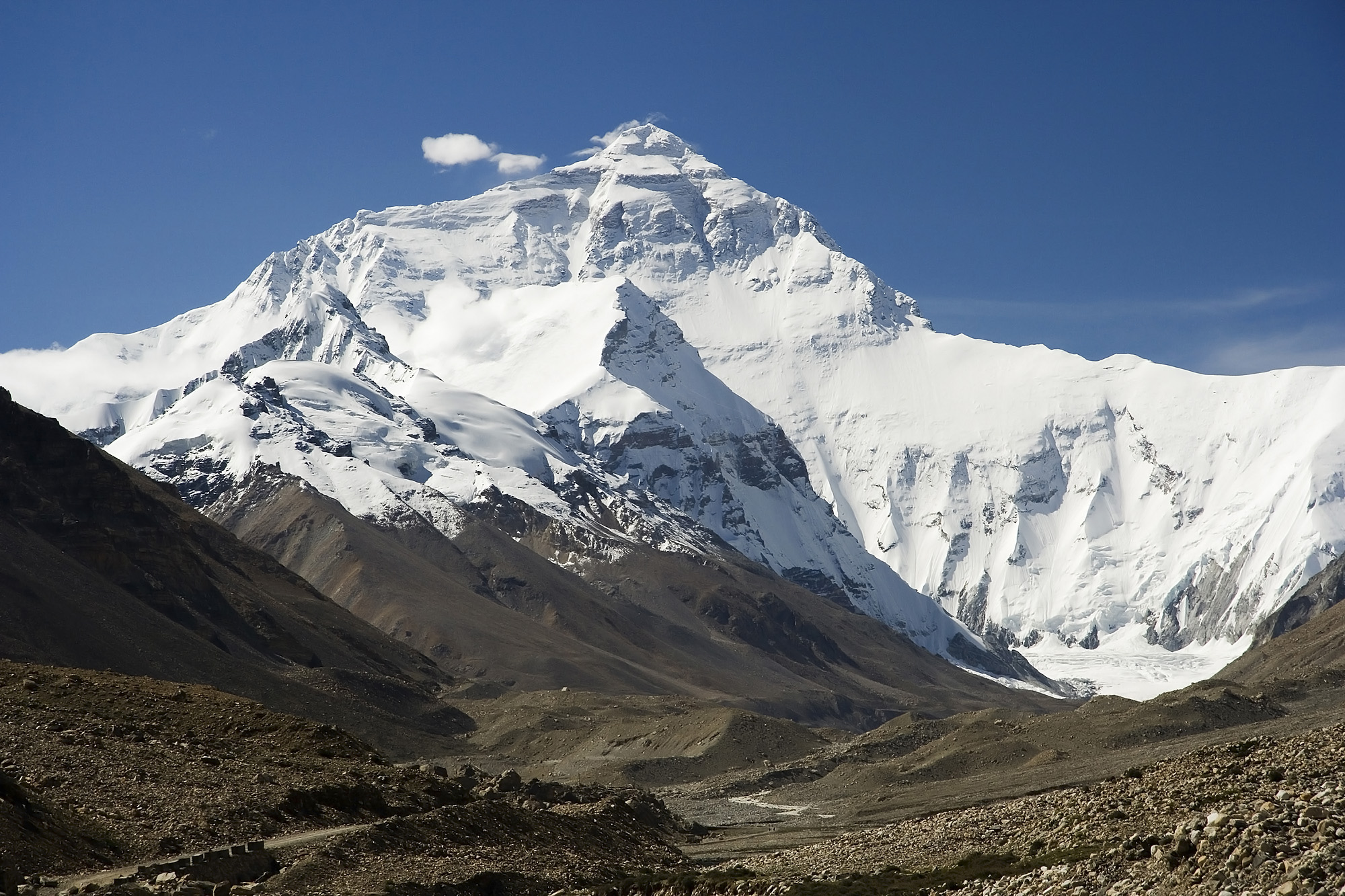
Mont Everest.

La région autonome du Tibet est située dans le Sud-Ouest de la république populaire de Chine. Sa superficie est de 1,22 million de kilomètres carrés, soit environ un huitième de la superficie de la Chine. À sa périphérie se situe la région autonome ouïgoure du Xinjiang et la province du Qinghai au nord, du Sichuan à l'est, du Yunnan au sud-est. Au sud et à l'ouest, les 3 842 km de frontière la séparent, d'ouest en est, du Népal, du Bhoutan, de l'Inde et du Myanmar. L’extrémité la plus à l'Ouest se situe à environ 250 km du Pakistan, séparé par l'Inde et la plus au sud à environ 100 km du Bangladesh, également séparé par l'Inde.

## Délimitation
La région autonome du Tibet contient approximativement l'Ü-Tsang et la moitié ouest du Kham, deux des trois anciennes provinces (avec l'Amdo) du « Tibet historique ». Selon l'écrivain britannique Patrick French, ses limites coïncident à peu près avec celles du territoire gouverné par le gouvernement tibétain indépendamment de la Chine entre la Première Guerre mondiale et 1950,. Pour l'historienne spécialiste du Tibet Catriona Bass, la RAT (Xizang Zizhiqu) recouvre les zones tibétaines à l'ouest du Yangtsé qui étaient autrefois sous la tutelle du gouvernement du dalaï-lama et qui sont souvent désignées sous le nom de « Tibet central ».

## AppellationXizang
En chinois, Tibet se dit Xizang (西藏), dénomination employée pour la première fois par l'empereur Qianlong au XVIIIe siècle. Pour le gouvernement tibétain en exil et ses sympathisants en Occident, Xizang signifie « maison des trésors de l'Ouest », ou encore « réservoir de ressources naturelles de l'Ouest ». Pour le tibétologue américain Elliot Sperling, cette étymologie est manifestement erronée : si le « Zang » de Xizang peut certes signifier « réserve », il est toutefois employé dans cette appellation simplement en tant que transcription de Gtsang, terme qui renvoie à cette partie de la région désignée généralement sous le nom de Tibet central ou Dbus-Gtsang en tibétain.
Xizang ne doit pas être confondu avec Xikang, une ancienne province de la république de Chine.

## Subdivisions administratives
| carte                  | #        | Nom                   | chinois Hanyu Pinyin                     | Tibétain Wylie | Population (2010) |
| ---------------------- | -------- | --------------------- | ---------------------------------------- | -------------- | ----------------- |
|                        |          |                       |                                          |                |                   |
| — Villes-préfectures — |          |                       |                                          |                |                   |
| 3                      | Chamdo   | 昌都市 Chāngdū Shì    | ཆབ་མདོ་གྲོང་ཁྱེར། chab-mdo grong-khyer        | 657,505        |                   |
| 4                      | Xigazê   | 日喀则市 Rìkāzé Shì   | གཞིས་ཀ་རྩེ་གྲོང་ཁྱེར། gzhis-ka-rtse grong-khyer | 703,292        |                   |
| 5                      | Lhassa   | 拉萨市 Lāsà Shì       | ལྷ་ས་གྲོང་ཁྱེར། lha-sa grong-khyer            | 559,423        |                   |
| 7                      | Nyingchi | 林芝市 Línzhī Shì     | ཉིང་ཁྲི་གྲོང་ཁྱེར། nying-khri grong-khyer       | 195,109        |                   |
| — Préfectures —        |          |                       |                                          |                |                   |
| 1                      | Ngari    | 阿里地区 Ālǐ Dìqū     | མངའ་རིས་ས་ཁུལ། mnga'-ris sa-khul           | 95,465         |                   |
| 2                      | Nagchu   | 那曲地区 Nàqū Dìqū    | ནག་ཆུ་ས་ཁུལ། nag-chu sa-khul               | 462,382        |                   |
| 6                      | Shannan  | 山南地区 Shānnán Dìqū | ལྷོ་ཁ་ས་ཁུལ། lho-kha sa-khul                | 328,990        |                   |

## Économie

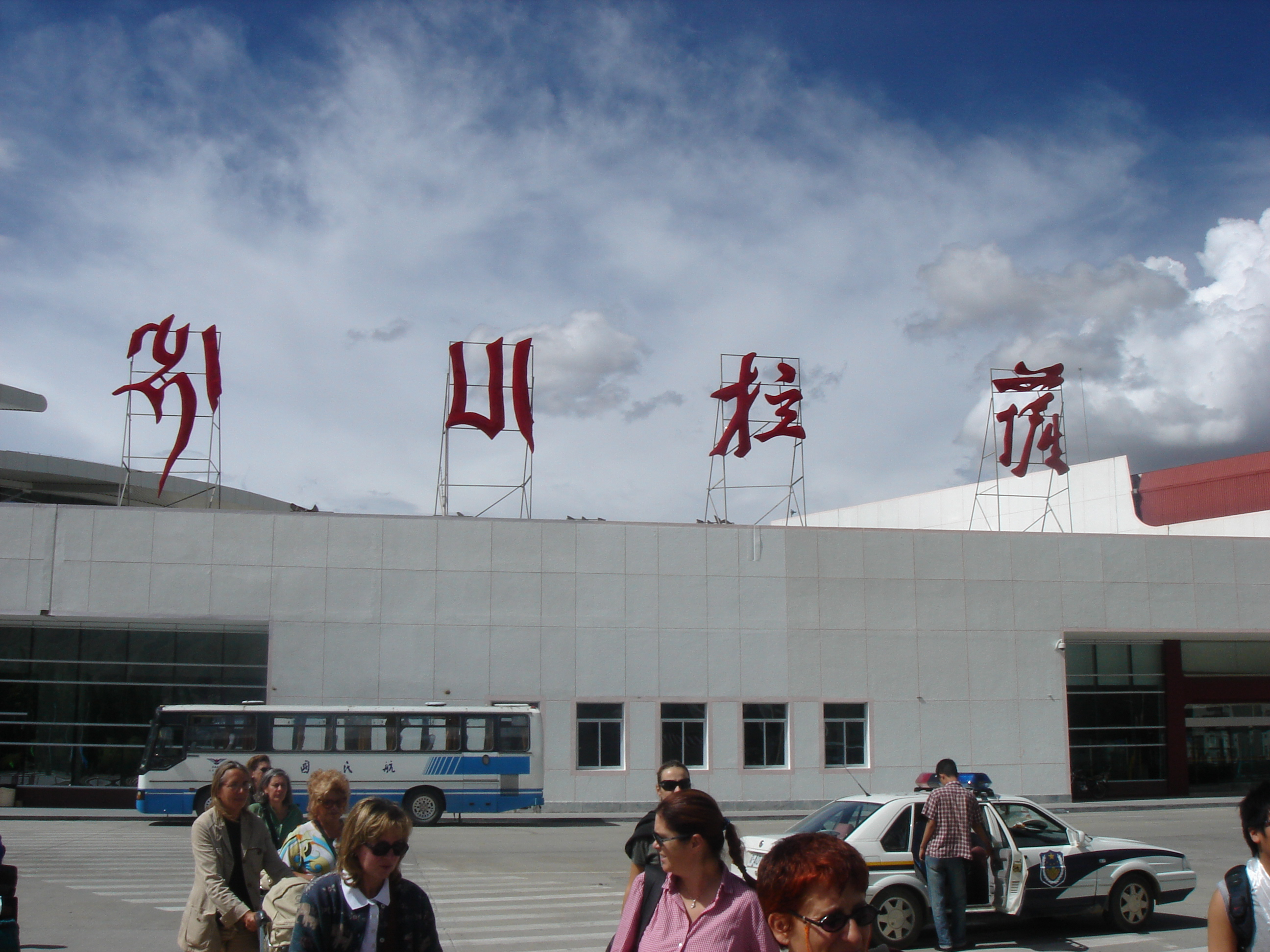
L'aéroport de Lhassa (2005).

Depuis 2001, Pékin a dépensé 45,4 milliards de dollars pour le développement économique de la région autonome du Tibet. Cela a eu des effets bénéfiques sur la croissance économique, le niveau de vie, les infrastructures, et s'est traduit par un accroissement à deux chiffres du produit intérieur brut de 2001 à 2009. Un tiers de cette somme est allé à des investissements dans les infrastructures, notamment le train reliant Pékin à Lhassa, lequel a fait baisser le prix des produits industriels et ménagers pour les Tibétains tout en favorisant la vente des produits tibétains dans le reste de la Chine. Le tourisme a fait un bond, passant à 5,5 millions de visiteurs en 2009.
Andrew Martin Fischer indique que le discours sur la croissance ne mentionne pas le « contexte de privation continue du pouvoir politique des Tibétains » où les stratégies de subventions massives servent directement le gouvernement ou des entreprises chinoises dont le siège se situe à l’extérieur des secteurs tibétains. Cette situation permet une appropriation de l’économie locale par les populations non tibétaines et ce malgré l’importance des subventions. Fischer note ainsi que la majorité des constructions sont confiées à des entreprises extérieures au Tibet et qui emploient essentiellement des travailleurs d’origine Han. Ces entreprises réinvestissent les bénéfices dans leur province d’origine plutôt que dans l’économie du Tibet. Le sinologue Jean-Luc Domenach considère que « si les Tibétains ont regagné partiellement le contrôle de leur culte et de leurs mœurs, ils n’ont guère renforcé leur poids économique et social. De leur côté, avec le développement économique, les colons chinois se sont installés en nombre croissant alors que se répandait dans les villes chinoises l’idée que le Tibet n’était plus qu’une charmante bizarrerie touristique ».
Pour Human Rights Watch un quart du revenu de la région autonome du Tibet, entre 2011 et 2013, a été utilisé pour installer un dispositif de surveillance dans les villages, avec l’installation de personnel, la construction d’infrastructures, la tenue de réunions et de spectacles pour « éduquer les masses ».
Bénéficiant du niveau de dépenses publiques par habitant le plus élevé de Chine, la région autonome du Tibet, bien que toujours pauvre, connait un développement économique rapide (10 % de croissance en 2018), permettant à la classe moyenne de s'étendre. Pékin entend favoriser le développement économique au moyen du tourisme et de l’exploitation minière, puis construire un entrelacs d’infrastructures pour, dans le cadre des nouvelles routes de la soie, atteindre le Népal et l’Inde, et améliorer l'intégration de la population. En dépit d'une politique de discrimination positive dans les emplois publics urbains, les Tibétains sont encore sous-représentés. Ainsi, bien que la région soit officiellement définie comme « autonome », la grande majorité des hauts fonctionnaires sont des Hans (l’ethnie majoritaire en Chine) et les projets sont, pour la plupart, décidés par Pékin.

### Industrie
Selon le Livre blanc illustré publié par le gouvernement de la RPC en 2009 à l'occasion du Cinquantenaire de la Réforme démocratique au Tibet, une industrie moderne aux couleurs tibétaines s'est développée avec pour piliers l'extraction minière, les matériaux de construction, l'artisanat et la médecine tibétaine, et comme auxiliaires la production d'électricité, la transformation des produits de l'agriculture et de l'élevage et la production alimentaire. La valeur ajoutée industrielle a grimpé de 15 millions de yuans en 1959 à 2,968 milliards de yuans en 2008.
À la fin de l'année 2011, près de 500 000 Tibétains, soit un cinquième de la population, n'ont pas accès à l'électricité. Les autorités chinoises envisagent de combler ce retard d'ici la prochaine décennie.
En 2013, la puissance électrique installée (combinant hydroélectricité, géothermie, éolien et solaire) a atteint 1,28 million de kilowatts, le taux de couverture de la population étant de 100 %.

### Tourisme

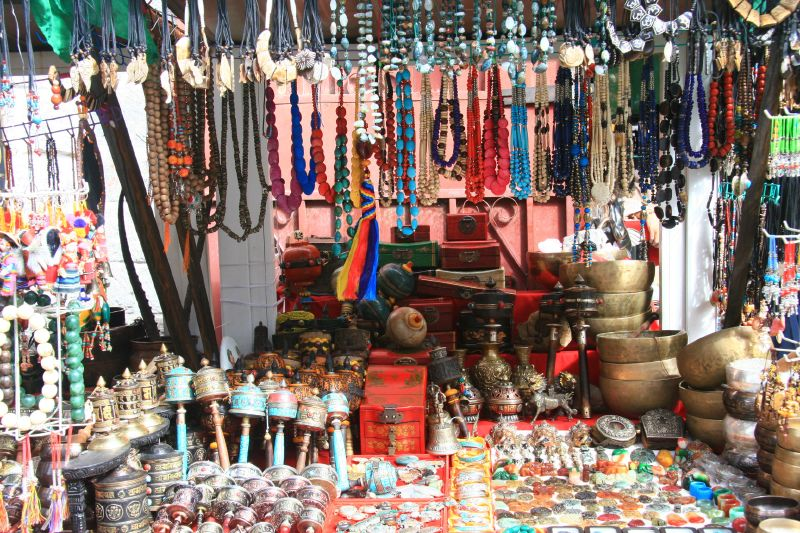
Étal de souvenirs à Lhassa (2007).

La région autonome s'est ouverte au tourisme dans les années 1980. Cette activité, qui est encouragée par les autorités, connaît d'année en année un essor croissant. La région avait accueilli 1,1 million de touristes en 2004, elle en a accueilli 4 millions en 2007. Cependant, en raison des événements de mars 2008, le chiffre est descendu à quelque 2,2 millions. En 2010, la région a accueilli 6,85 millions de touristes, chinois et étrangers, dégageant des revenus de 7,14 milliards de yuans (1,1 milliard de dollars), soit 14 % de son produit intérieur brut. Les visiteurs sont des Chinois à 90 %. Alors que plusieurs Tibétains se sont immolés, la Chine a décidé de fermer la région autonome aux touristes étrangers en mai 2012. Au 1er juillet 2012, la ligne ferroviaire Qing-Zang a transporté 52,76 millions de voyageurs depuis son entrée en service le 1er juillet 2006. Il est aujourd'hui de nouveau possible aux étrangers de se rendre dans certaines régions du Tibet dans le cadre de groupes encadrés.
En 2014, le Tibet a enregistré 15,53 millions d'entrées touristiques (+ 23,5 % par rapport à 2013), dont 15,29 millions de l'intérieur du territoire national (+20,5 %) et 244 400 de l'étranger (+9,5 %).
En 2018, trente-quatre millions de touristes (+ 31,5 % par rapport à 2017), majoritairement chinois, se sont rendus au Tibet.

### Agriculture
L'agriculture dans l'ancien Tibet était dominée par l’agriculture de subsistance. Pour cette raison l'entrée de 35 000 militaires chinois dans les années 1950 a pesé lourdement sur les ressources alimentaires du Tibet.
Dans les années 1960, les autorités chinoises ont forcé les agriculteurs tibétains à cultiver le blé, à la place de l'orge qui est la récolte traditionnelle dans la région de l’Himalaya, ce qui a eu pour résultat la première famine d'une telle ampleur de l'histoire tibétaine. Les moissons ont échoué comme les agriculteurs l’avaient prédit et des milliers de Tibétains sont morts de faim,.
En 2014, le Tibet a produit 979 700 tonnes de céréales, soit une hausse de 1,9 % par rapport à 2013, 63 400 tonnes de graines de colza (+0,1 %) et 682 100 tonnes de légumes (+ 1,8 %).

### Élevage
Avec ses 80 millions d'hectares de prairies, le Tibet est une des cinq grandes régions pastorales de la Chine. Au début des années 1950, la valeur de la production pastorale représentait les deux tiers de la production agricole et pastorale totale. Depuis 1994, la production agricole dépasse la production pastorale.
Depuis les années 1990, les agriculteurs et les pasteurs d'ethnie tibétaine de la région autonome du Tibet bénéficient d'une exemption complète d'impôts sur les revenus de l'exploitation agricole.
Selon Human Rights Watch, le gouvernement oblige les bergers à quitter leur activité d'éleveur et à rejoindre les grandes villes. Le directeur pour l'Asie de l'ONG déclare que « Certaines autorités chinoises prétendent que leur urbanisation forcée des bergers tibétains est une forme éclairée de modernisation ».
À la fin de l'année 2014, le cheptel animal comptait 18,61 millions de têtes (soit une réduction de 868 700 têtes par rapport à la fin de l'année précédente), dont 5,94 millions de bœufs (-47 000) et 11,9 millions de moutons (-829 100).

### Effets du développement économique

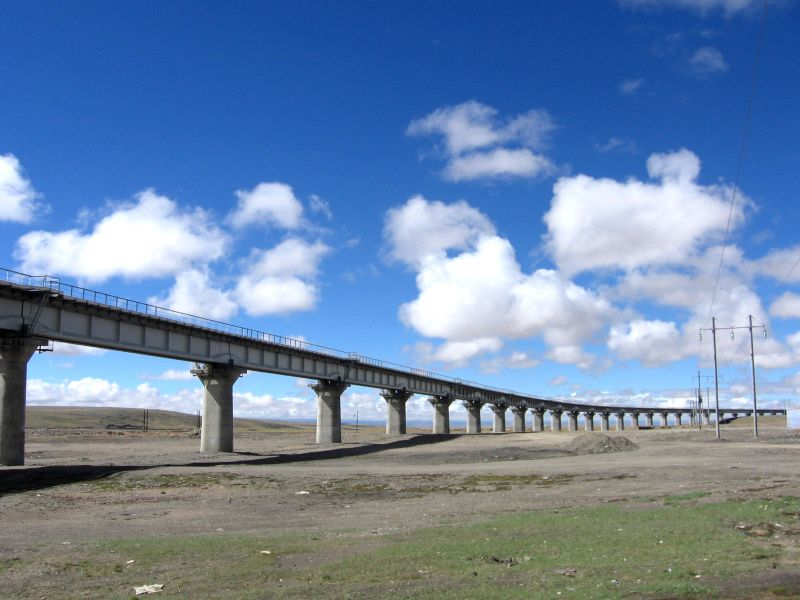
La ligne de chemin de fer Qingzang (2007).

Selon ce que rapportent Xu Mingxu et Yuan Feng dans leur étude The Tibet Question: A New Cold War, publiée en 2006, la vie des Tibétains change, les ampoules remplacent les lampes au beurre, la cuisine se fait au gaz et non plus à la bouse de yak. Les gens se déplacent en bus, en voiture, à moto, à vélo, en avion, ils disposent des attributs de la modernité que sont le téléphone, la télévision, l'eau courante. L'ordinateur et l'Internet font leur entrée dans les écoles, les entreprises, les services sociaux et les administrations. Les enfants, les gens d'âge mûr et même les anciens aiment à regarder la télévision chez eux, se rendant moins souvent qu'autrefois dans les temples.
Selon les journalistes Claire Goubier et Virginie Morel, cette modernisation de l'économie profite en priorité aux Chinois Han. Les salaires sont majorés dans les emplois réservés aux Chinois Han pour compenser l'éloignement de leur région d'origine et l'inconfort de l'altitude. Les loyers et les prix des biens de consommation sont proportionnels. Ainsi il existe au Tibet une société a deux vitesses : l'une des travailleurs chinois qui peuvent consommer normalement et l'autre constituée essentiellement de Tibétains qui sont marginalisés.
Selon Elisabeth Martens, « le développement du marché libre dans les villes du Tibet favorise les Han et les Hui qui ont plus d’expérience dans le commerce que les Tibétains ». Pour Françoise Robin, la fracture économique peut se retrouver aussi dans des salaires différents selon l'origine ethnique des demandeurs d'emploi voire des refus d'employer des Tibétains.
Selon Claude B. Levenson, un phénomène nouveau est apparu dans les villes avec la mendicité enfantine, phénomène explicite concernant la situation économique du Tibet. Les investissements mis en avant par le gouvernement chinois servent avant tout à la réalisation des infrastructures afin de relier le Tibet à la Chine et au paiement d'une administration importante.
La population pauvre de la région autonome du Tibet est, selon Le Quotidien du Peuple, passée de 833 000 en 2010 à 583 000 fin 2012. Selon le bureau régional de lutte contre la pauvreté, la population pauvre doit encore baisser de 128 000 en 2013. Au début de l'année 2020, selon l'ethnologue Adrian Zenz, un demi-million de nomades et d'agriculteurs tibétains, ont reçu une formation professionnelle obligatoire afin de pouvoir travailler en tant qu'ouvriers salariés dans des secteurs manufacturiers ou des services. Selon les autorités chinoises, ils participent ainsi à la réduction de la pauvreté ,.

## Infrastructures de transport
La construction de routes, de voies ferrées et d'aéroports a permis de désenclaver la région. Un oléoduc de plus de mille kilomètres de long a été posé entre Goldmund et Lhassa .

## Environnement

### Sites nucléaires
La tibétologue Anne-Marie Blondeau affirme qu'au moins trois sites de lancement de missiles nucléaires seraient implantés dans la région autonome du Tibet. Selon un article de Tsultrim Palden Dekhang, l'un d'eux serait implanté au sud-est de Lhassa, au Kongpo, et deux autres à 250 kilomètres au nord de Lhassa, dans la région de Nagchuka. Le gouvernement chinois rejette ces allégations.
Le journaliste François Gautier écrit que, selon la CIA, la Chine aurait transféré un tiers de son arsenal nucléaire à Nagchuka, où cent missiles balistiques intercontinentaux ont été installés, dont beaucoup pointés sur des villes indiennes. Toujours selon Tsultrim Palden Dekhang, des missiles seraient stockés à proximité du monastère de Séra.
Selon le politologue Taylor Fravel, contrairement à ce que les médias indiens ont rapporté, la Chine n'a pas de brigade de lancement de missiles balistiques au Tibet ni de missiles balistiques de courte portée à tête nucléaire. Les brigades de lancement les plus proches de l'Inde sont situées dans le Qinghai, le Gansu et le Yunnan. De même, la Chine n'a déployé aucune arme nucléaire tactique au Tibet ou ailleurs. Les sources les plus autorisées sur les forces armées chinoises (voir Bulletin of the Atomic Scientists, The Military Balance et les rapports du ministère américain de la défense sur les forces militaires chinoises) notent toutes que la Chine ne dispose pas d'armes nucléaires tactiques déployées.

## Démographie

### Recensement
Selon le 6e recensement national effectué en 2010, le nombre de résidents permanents dans la région autonome est de 3 003 166, soit une hausse de 14,75 % par rapport au précédent recensement de 2000 et un taux de croissance annuel moyen de 1,4 % (contre 0,57 % pour le reste de la Chine). Le nombre de foyers s'élève à 670 835, avec une moyenne de 4,23 personnes par foyer (en baisse par rapport au chiffre de 4,75 en 2000). Les Tibétains sont au nombre de 2,716 millions, soit 90,48 % de la population totale, les Han représentant 8,17 % et les autres groupes ethniques 1,35 %. Le chiffre de la population était seulement de 1,23 million en 1959.
La Région autonome comptait 2 616 000 habitants en 2000. Au recensement national de 2010, elle en comptait 3 002 166, soit une hausse de 14,75 %. 90 % des habitants sont des Tibétains de naissance.

### Contrôle des naissances
La politique de l'enfant unique jadis en vigueur en Chine ne s'appliquait pas aux minorités ethniques mais uniquement aux Han, ethnie majoritaire, et les familles tibétaines de bergers et d'agriculteurs comptaient souvent deux enfants ou plus.